# Eren Keskin

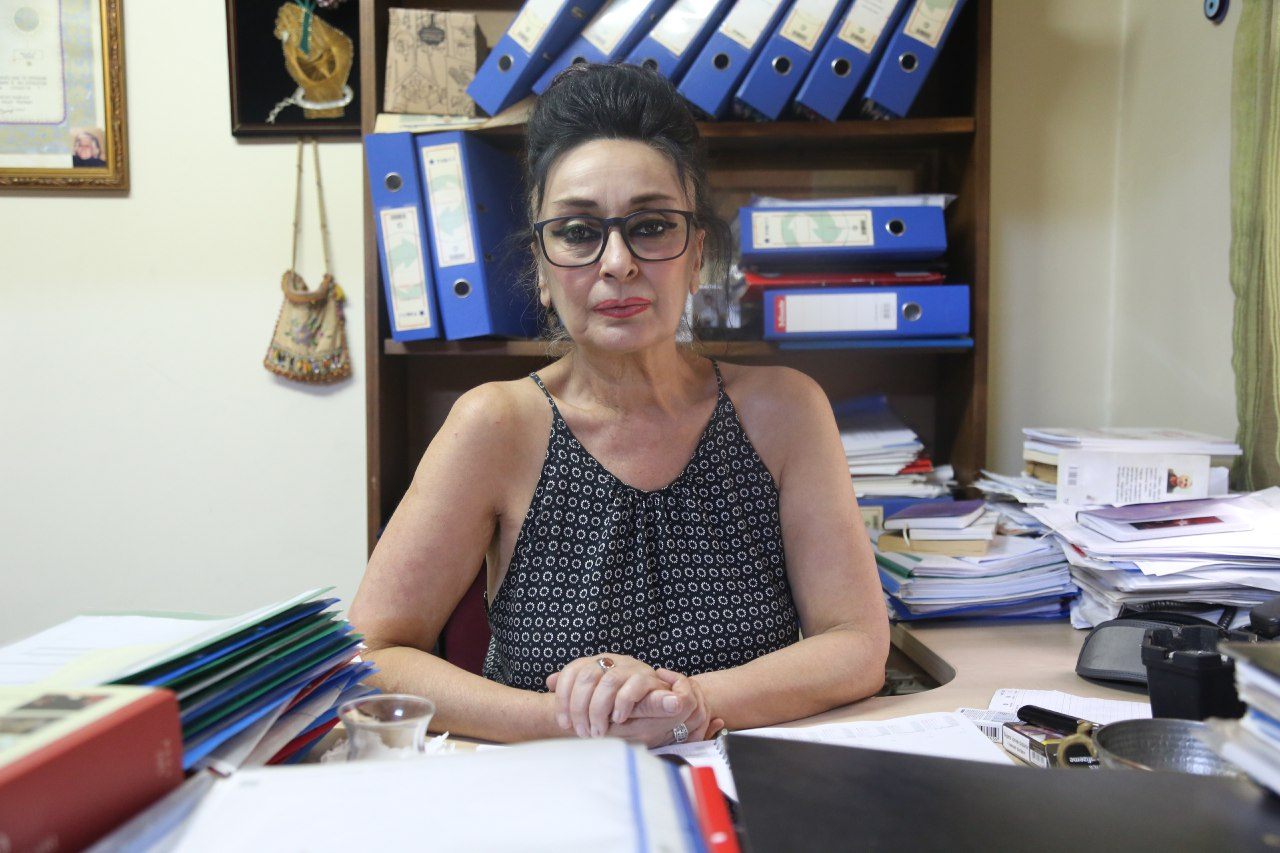
Eren Keskin

Eren Keskin (Bursa, 1959) is advocaat en mensenrechtenactivist in Turkije.
Ze is de vice-president van Turkish Human Rights Association (İHD) en voormalig president van de afdeling in Istanboel. Vanwege haar activiteiten voor mensenrechten is ze gearresteerd, heeft ze gevangen gezeten en er zijn meerdere rechtszaken tegen haar gevoerd. Behalve erelid van de Paris Bar Association, heeft Keskin meerdere internationale prijzen gewonnen voor haar vredes en mensenrechten activiteiten, waaronder de 2018 Helsinki Civil Society Award.
Keskin is mede-oprichter van een project voor rechtsbijstand voor vrouwen en transgenders die verkracht of anderszins seksueel misbruikt zijn door Turkse nationale veiligheidstroepen. Dit project had als doel misbruik van vrouwen in Turkse gevangenissen onder de aandacht te brengen.
In 1995 werd ze wegens haar activiteiten gevangengezet en geadopteerd als gewetensgevangene door Amnesty International.
In 2002 werd ze beschuldigd door de Turkse Staatsveiligheid voor het helpen en steunen van de PKK, omdat ze er voorstander van was dat Koerden hun eigen taal mogen gebruiken in Turkije.
In 2006 veroordeelde een Turkse rechtbank haar tot tien maanden cel voor het beledigen van het leger. De veroordeling is later gewijzigd in een boete van 6000 nieuwe Turkse Lires, die Keskin weigerde te betalen.
Van 2013 tot 2016 was Keskin co-hoofdredacteur van het onafhankelijke nieuwsblad Özgür Gündem bij wijze van steun voor de gevangengenomen redactie. In 2018 werd ze veroordeeld tot 7,5 jaar gevangenisstraf wegens een aantal artikelen die volgens de rechtbank de Turkse Staat vernederen en de president beledigen. Zie artikel 301 van het Turkse strafrecht.

## Prijzen
In 2004 ontving ze de Aachen Peace Award "voor haar moedige inspanningen en activiteiten voor mensenrechten". In 2005 kreeg ze de Esslingen Theodor Haecker Prize voor burgermoed en politieke integriteit. In 2018 ontving ze de Helsinki Civil Society Award van de Netherlands Helsinki Committee voor haar werk gebaseerd op en bijdragend aan het erfgoed van de Helsinki Principles.